# كولكتيفو
قالب:صندوق معلومات منظمة محاربة

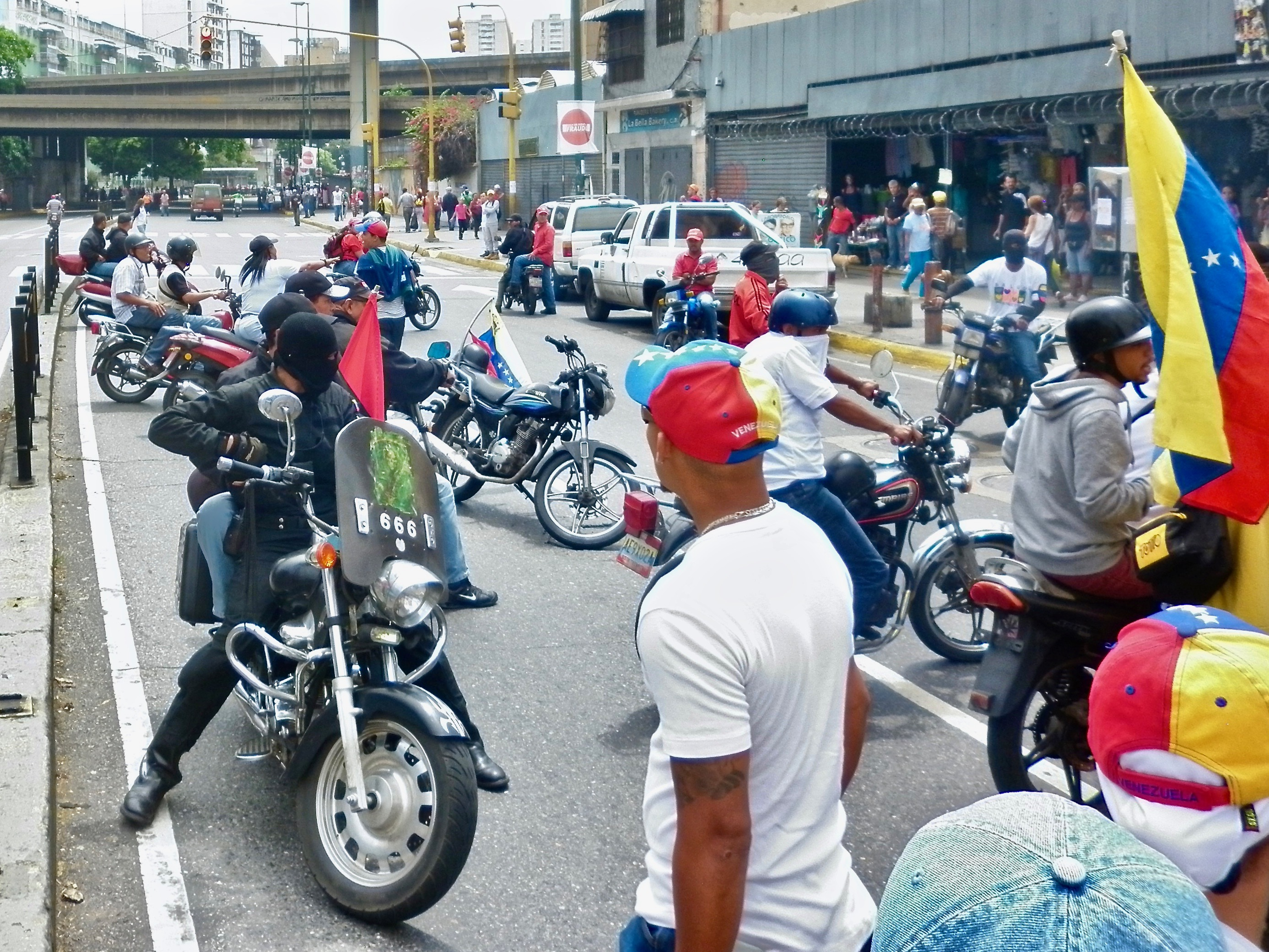
المجموعات الموالية للحكومة في سان مارتن، كاراكاس (فنزويلا)، تمنع مرور الاحتجاجات خلال أم المسيرات

كولكتيفوس أو المجموعات (بالإسبانية: Colectivo) هي نوع من التنظيم المجتمعي في فنزويلا يدعم حكومة فنزويلا والحزب الاشتراكي الموحد لفنزويلا في ثورتهم البوليفارية. على الرغم من أن المصطلح قد يشير إلى منظمة مجتمعية ذات هدف مشترك، مثل مجموعة الحي التي تنظم أنشطة اجتماعية أو مجموعة لديها هواية، إلا أنها أصبحت مرتبطة بشكل كبير بالجماعات المناضلة المسلحة التي هاجمت الأفراد. بعض أفراد المخابرات الفنزويلية، بما في ذلك المديرية العامة لمكافحة التجسس العسكري ودائرة المخابرات البوليفارية، هم أيضا أعضاء في كولكتيفوس.
تقول كولكتيفوس أنها «مكرسة لتعزيز الديمقراطية، والمجموعات السياسية والأنشطة الثقافية» في فنزويلا، وبعض الكولكتيفوس تساعد البرامج الاجتماعية في الأحياء. ومع ذلك، فقد وصفت العديد من المنظمات المتطوعين بأنهم عصابات مسلحة أو مجموعات شبه عسكرية، وصفتها هيومن رايتس ووتش بأنها «عصابات مسلحة تستخدم العنف مع الإفلات من العقاب»، وتضايق الخصوم السياسيين للحكومة الفنزويلية. هاجمت كولكتيفوس موظفي التلفزيون الفنزويليين المعارضين، وأرسلت تهديدات بالقتل إلى الصحفيين، بل وأصابت مبعوث الفاتيكان بالغاز المسيل للدموع في عام 2009، بعد أن اتهمه الرئيس هوغو تشافيز بالعمل ضد حكومته.